# Torchy Blane
Pour les articles homonymes, voir Blane.
Torchy Blane est une journaliste fictive apparaissant dans une série de films des années 1930. Warner Bros. a produit neuf films entre 1937 et 1939. La série Torchy Blane était une série B populaire qui mélangeait mystère, action, aventure et comédie. 

## Personnage
Au cours de la période précédant la Seconde Guerre mondiale, le journaliste était l'un des rares rôles dans le cinéma américain à présenter les femmes de manière positive, comme intelligentes, compétentes, autonomes et orientées vers la carrière — pratiquement égales aux hommes. Parmi ces modèles, Torchy Blane, une belle journaliste faisant la chasse aux gros titres et à la langue acérée était peut-être la plus connue. L'intrigue typique des films met en vedette le personnage de Torchy ayant une grande résilience et qui résout un crime (l'élément central de l'intrigue du film) devant son petit ami moins perspicace, l'inspecteur de police grande gueule Steve McBride. 

## Production
En 1936, Warner Bros. a commencé à développer une adaptation des histoires de MacBride and Kennedy de l'auteur de roman policier Frederick Nebel. Pour la version du film, Kennedy est changé en une femme nommée « Torchy » Blane et amoureuse du personnage de MacBride,. Torchy était vaguement basée sur Kennedy. Elle était également plus compatible avec le code Hays qu'une adaptation fidèle à l'écran de Kennedy l'aurait été. 

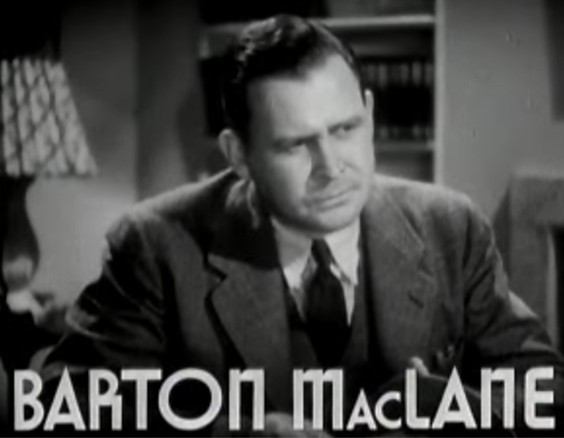
Barton MacLane dans le rôle de Steve McBride (Smart Blonde, 1937).

Le premier film est basé sur l'une des histoires de Macbride and Kennedy « No Hard Feelings ». L'histoire a ensuite été adaptée à nouveau en film en 1941 : A Shot in the Dark. Le réalisateur Frank MacDonald a tout de suite su qui il voulait pour le rôle de Torchy Blane. Glenda Farrell avait déjà joué des journalistes dures à cuire dans des films précédents de la Warner Bros. : Masques de cire (1933) et On a tué ! (Hi, Nellie!) en 1934. Elle a été rapidement sélectionnée pour le premier film de Torchy Blane, Smart Blonde, avec Barton MacLane dans le rôle de l'inspecteur Steve McBride. Farrell et MacLane co-joueront dans sept des neuf films Torchy Blane. Smart Blonde est sorti le 2 janvier 1937. Le film a été un succès surprise et Warner Bros. a réalisé huit autres films de 1937 à 1939. 
Dans le cinquième film, Torchy Blane in Panama (1938), Warner Bros. a remplacé Farrell et MacLane (un couple qui était apprécié par le public) par Lola Lane et Paul Kelly dans le rôle de Torchy et Steve. La réaction négative des fans a conduit Warner Bros. à reprendre Farrell et MacLane dans les rôles principaux. Ils ont joué dans trois autres films. En 1939, Farrell quitte le studio et Warner Bros. confie les rôles à Jane Wyman et Allen Jenkins. Le public a de nouveau réagi négativement au nouveau casting. Torchy Blane... Playing with Dynamite (1939) sera le dernier film de la série. Un script de Torchy Blane laissé de côté fut repris et adapté dans le film Private Detective de 1939, dans lequel joue également Jane Wyman. Le seul acteur apparaissant dans les neuf films fut Tom Kennedy dans le rôle de Gahagan, le partenaire policier à l'esprit lent de McBride qui s'adonnait à des éclats de poésie.

## Représentations
Dans sept des neuf films mettant en vedette le personnage, Torchy Blane a été jouée par Glenda Farrell. Pour son rôle, Farrell a été promue comme étant capable de parler 400 mots en 40 secondes. Sur son interprétation du personnage, Farrell a dit dans une interview du Time en 1969 : « Alors, avant de commencer à faire le premier Torchy, je résolus de créer un être humain — et non un stéréotype de comédie exagéré. J'ai rencontré ces [femmes de presse] qui visitaient Hollywood et je les ai regardées travailler lors de visites à New York. Elles étaient généralement jeunes, intelligentes, raffinées et attrayantes. En rendant Torchy réaliste, j'ai essayé de créer un personnage pratiquement unique dans les films ».

## Influence
Le co-créateur de Superman, Jerry Siegel a cité la représentation de Torchy Blane par Glenda Farrell comme source d'inspiration pour Lois Lane, journaliste du Daily Planet et le nom de l'actrice Lola Lane comme source d'inspiration pour le nom de Lois. Joanne Siegel, épouse de Siegel et modèle original de Lois Lane, a également cité la représentation de Torchy par Farrell comme l'inspiration de Siegel pour Lois. 

## Éditions vidéo
Warner Bros sort dans sa collection Warner Archive un coffret DVD regroupant les neuf films de Torchy Blane le 29 mars 2011 pour le marché américain.
Les films sont inédits dans les pays francophones.

## Films
- 1937 : Smart Blonde, jouée par Glenda Farrell
- 1937 : Fly-Away Baby, jouée par Glenda Farrell
- 1937 : The Adventurous Blonde, jouée par Glenda Farrell
- 1938 : Blondes at Work, jouée par Glenda Farrell
- 1938 : Torchy Blane in Panama, jouée par Lola Lane
- 1938 : Torchy Gets Her Man, jouée par Glenda Farrell
- 1939 : Torchy Blane in Chinatown, jouée par Glenda Farrell
- 1939 : Torchy Runs for Mayor, jouée par Glenda Farrell
- 1939 : Torchy Blane... Playing with Dynamite, jouée par Jane Wyman

Les actrices
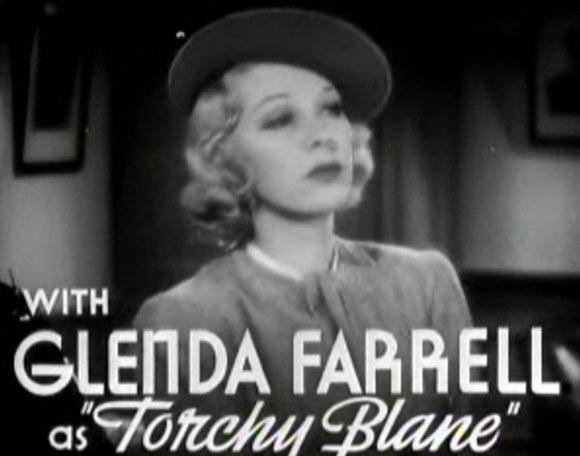
Glenda Farrell
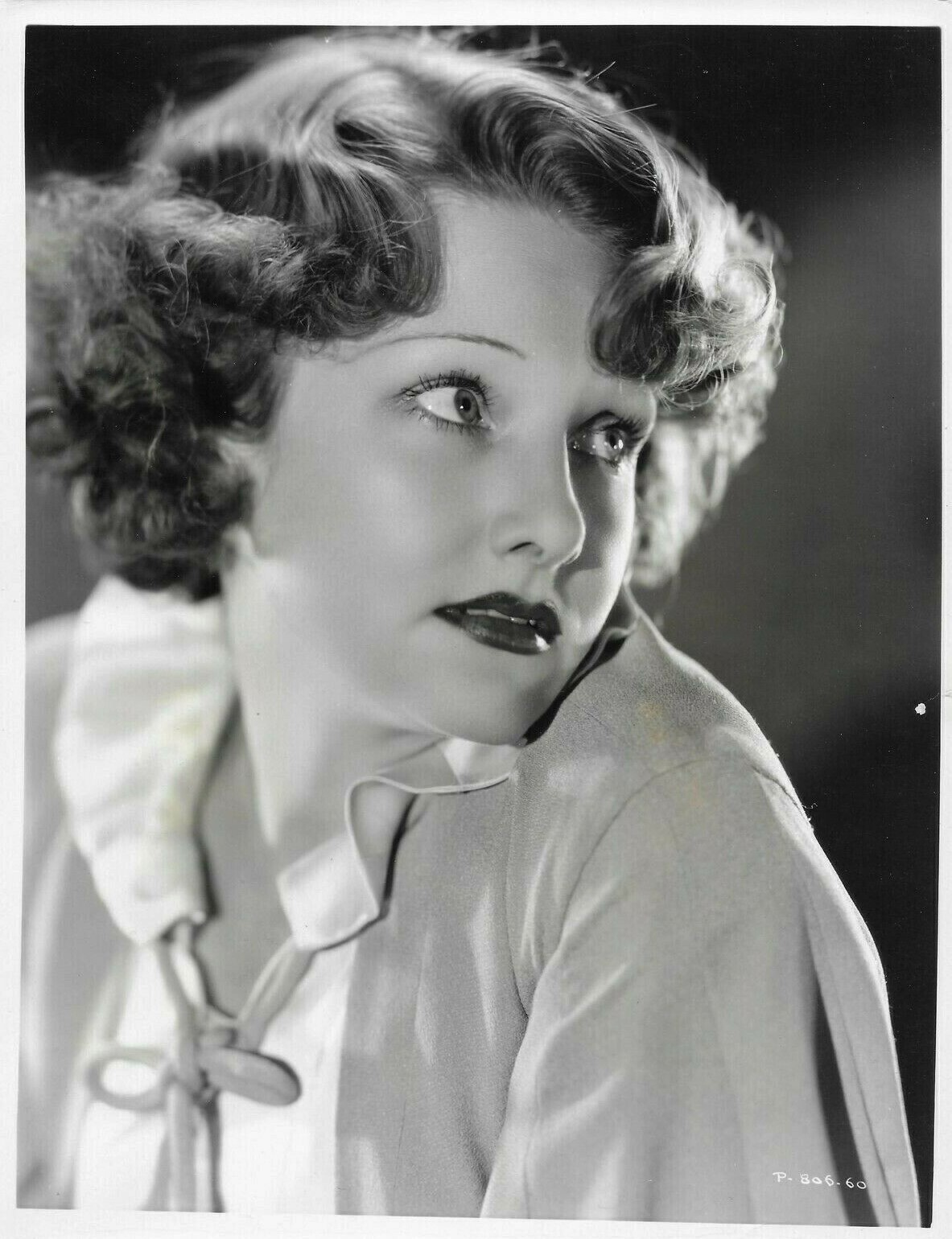
Lola Lane
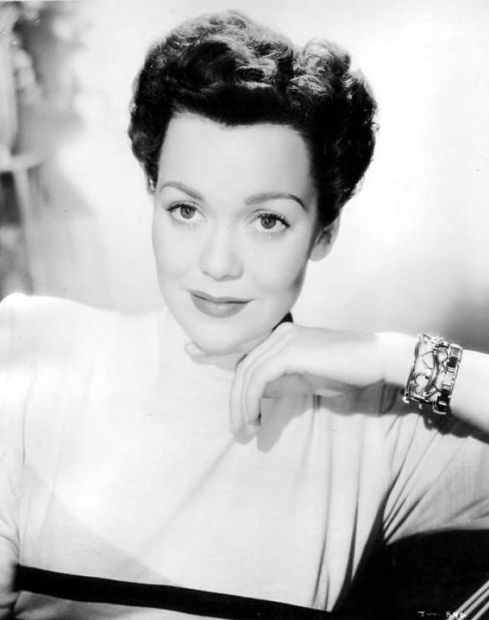
Jane Wyman